# Анаполь
В физике,  анаполь (от греч.ἀνά (ana) "над", πόλος (polos), "полюс") система токов, не излучающая в  дальнюю зону.
Термин "анаполь" впервые возникает в работе Я.Б. Зельдовича, где он благодарит  А. С. Компанееца, который предложил этот термин 

## В фотонике

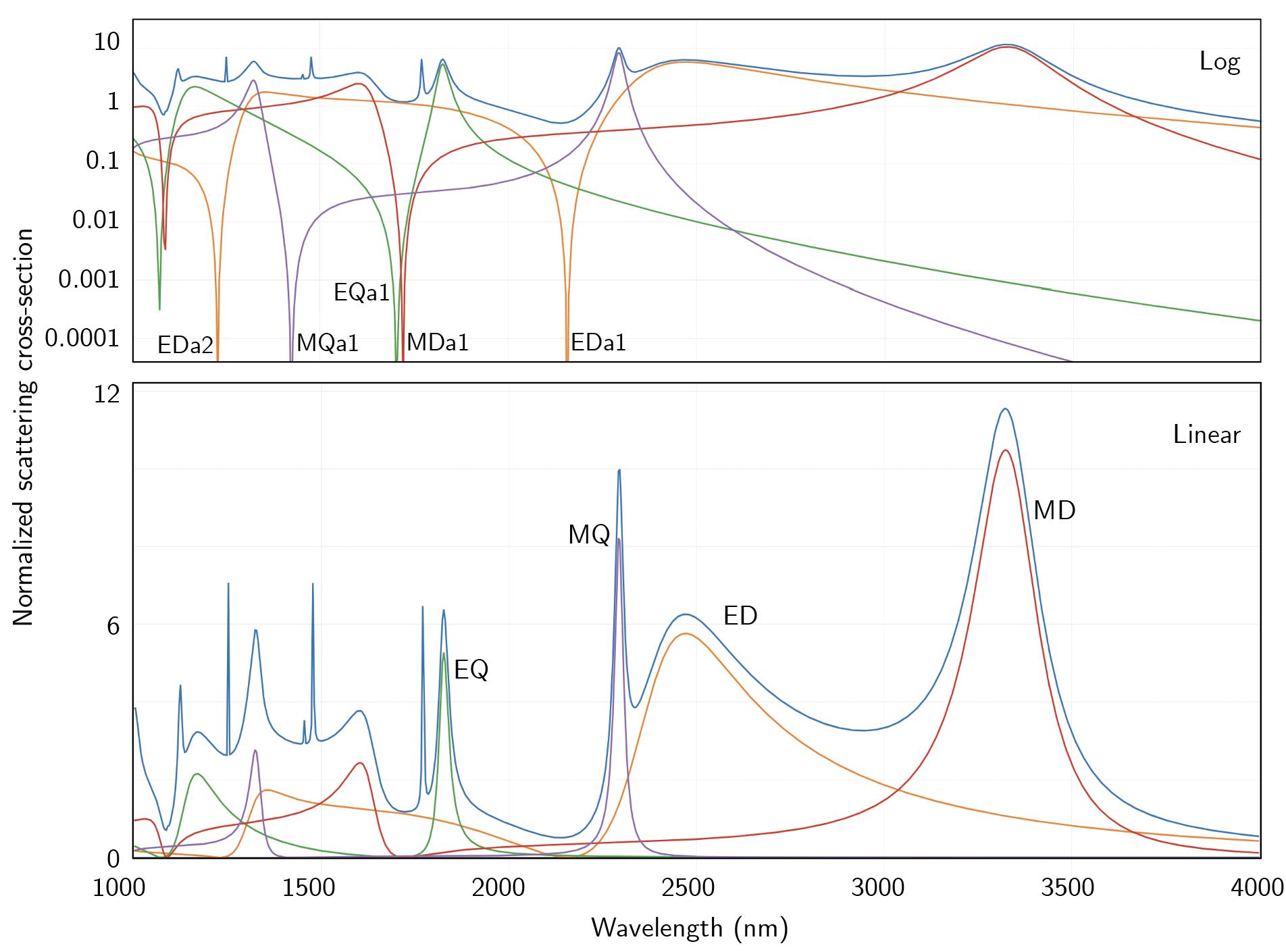
Рассеяние Ми диэлектрическим шаром с показателем преломления n=4.5. Нормированное сечение рассеяния в линейном и логарифмическом масштабах. Нули, которые относятся к анапольным состояниям, отмечены. Подробнее см. описание изображения.

В фотонике анаполи впервые наблюдались в 2015 году.
Они проявляются как нули в коэффициенте перед определеным  мультиполем в спектре рассеяния и могут быть также наглядно объяснены как деструктивная интерференция "декартового мультиполя" и "тороидального мультиполя" одинаковой симметрии. 
Важно заметить, что анапольное состояние не является собственной модой, что является частой путаницей. Кроме того, полное сечение рассеяния на частотах анаполей не нулевое, поскольку присутствует вклад других мультиполей. 

### Определение
Анаполь — система токов, которая, представленная в виде векторного поля, преобразуется при всех преобразованиях симметрии из группы O(3) так же, как определенный мультиполь, но не излучает в дальнюю зону.

## Классический тороидальный диполь
Ранее термин "анаполь" и "тороидальный момент" часто использовались как синонимичные. В настоящее время эти термины принято разделять.
Приближенное выражение для плотности тока J может быть записано в виде суммы первых нескольких мультипольных моментов, и для "декартовых" мультиполей тороидальный момент вдоль направления i дается выражением
{\displaystyle T_{i}={\frac {1}{10c}}\int [r_{i}(\mathbf {r} \cdot \mathbf {J} )-2r^{2}J_{i}]\mathrm {d} ^{3}x.}
Поскольку это слагаемое возникает только при разложении плотности тока до второго порядка, он, как правило, исчезает в длинноволновом приближении.
Однако недавние работы показали, что тороидальный вклад является слагаемым в разложении полного вклада конкретного мультиполя, и в большинстве случаев использование точного мультипольного разложения без разделения на отдельные тороидальные вклады является наиболее оптимальным.